# 塗潭山
塗潭山，又名大槓尖山，位於新店區青潭附近，海拔508公尺，有三等三角點，與獅仔頭山遙遙相望，山頂視野極佳，山谷有二叭子植物園。塗潭山周邊近年來蓋了許多大型社區，其中比較著名的就屬大台北華城，玫瑰中國城以及台北小城，達觀鎮了。景文科技大學位於山下安忠路上。

## 外部連結
- 新店「三潭縱走」！塗潭山、灣潭山、碧潭山 （页面存档备份，存于）